# Меркулов, Владимир Иванович
Владимир Иванович Меркулов (28 декабря 1922 — 26 ноября 2003) — советский военный лётчик и военачальник, генерал-лейтенант авиации. Герой Советского Союза (1944).

## Биография
Владимир Меркулов родился 28 декабря 1922 года в деревне Погорелово (ныне — Орловский район Орловской области). Окончил восемь классов школы №19 города Орла. В 1940 году был призван на службу в Рабоче-крестьянскую Красную Армию, в 1941 году окончил Армавирскую военную авиационную школу пилотов. С апреля 1943 года — на фронтах Великой Отечественной войны.
С апреля 1943 года младший лейтенант В. И. Меркулов в действующей армии. По август 1944 года служил в 43-м иап, летал на Як-7, Як-1 и Як-9; по май 1945 года — в 15-м иап, летал на Як-9 и Як-3. Воевал на Северо-Кавказском, Южном, 4-м Украинском, 1-м и 3-м Белорусских фронтах.
К апрелю 1944 года заместитель командира эскадрильи 43-го истребительного авиационного полка (278-я истребительная авиационная дивизия, 3-й истребительный авиационный корпус, 8-я воздушная армия, 4-й Украинский фронт) старший лейтенант В. И. Меркулов совершил 195 боевых вылетов, в 82 воздушных боях сбил лично 19 и в группе 4 самолёта противника.
Указом Президиума Верховного Совета СССР от 26 октября 1944 года за «мужество и героизм, проявленные в воздушных боях с немецкими захватчиками» лейтенант Владимир Меркулов был удостоен звания Героя Советского Союза.
Продолжал сражаться на фронте до Победы. К 9 мая 1945 года выполнил 321 боевой вылет, провёл около 150 воздушных боёв, сбил 29 самолётов врага лично и 4 в группе.
После окончания войны Меркулов продолжил службу в Советской Армии. В 1945 году он окончил курсы командиров эскадрилий, в 1948 году — Высшие курсы слепой и ночной подготовки, в 1957 году — Военно-воздушную академию. Летал до середины 1970-х годов на нескольких десятках типов самолётов и вертолётов. В 1979 году в звании генерал-лейтенанта Меркулов был уволен в запас. Проживал в Киеве.
Умер 26 ноября 2003 года, похоронен на Берковецком кладбище Киева.

## Награды и звания
- Герой Советского Союза (26 октября 1944 года; с вручением ордена Ленина и медали «Золотая Звезда» за номером 4922);
- Почётный знак отличия Президента Украины (1995)[3];
- четыре ордена Красного Знамени;
- три ордена Отечественной войны 1-й степени;
- три орден Красной Звезды;
- орден «За службу Родине в Вооружённых Силах СССР» 3-й степени;
- медали.
- Заслуженный военный лётчик СССР (1966)[2].